# Muzeum Keltičkova kovárna
Muzeum Keltičkova kovárna, zkráceně jen Keltičkova kovárna, je muzeum a bývalá kovárna v Keltičkově ulici v městském obvodu Slezská Ostrava statutárního města Ostrava. Nachází se také v nížině Ostravská pánev v Moravskoslezském kraji.

## Vznik, historie a popis muzea
Soukromé muzeum Keltičkova kovárna bylo založeno v roce 2000 v domku na adrese Keltičkova č.136/6 manželi Svatoplukem Chodurou a Danuší Chodurovou. Muzeum je umístěno v cihlovém domě z roku 1866 na základech staršího domu postaveného ještě před r. 1700. Muzeum získalo název podle kovárny která patřila kováři Janu Keltičkovi, který nálezl uhlí v tehdejší Polské Otravě (dnešní Slezská Ostrava) v údolí Burňa. Vystavené exponáty muzea jsou zaměřeny na kovářství, hornictví a osidlování Ostravska. „Nejstarším“ exponátem je sada kamenných obráběcích nástrojů z období starší doby kamenné. Zajímavostí je také, že dům i jeho okolí se vlivem důlní činnosti postupně propadá.

## Další informace
Prohlídka je individuální a vstupné je dobrovolné. K muzeu také vede naučná stezka Slezská Ostrava, která má zde jedno ze svých zastavení s informačním panelem č. 10.

## Galerie

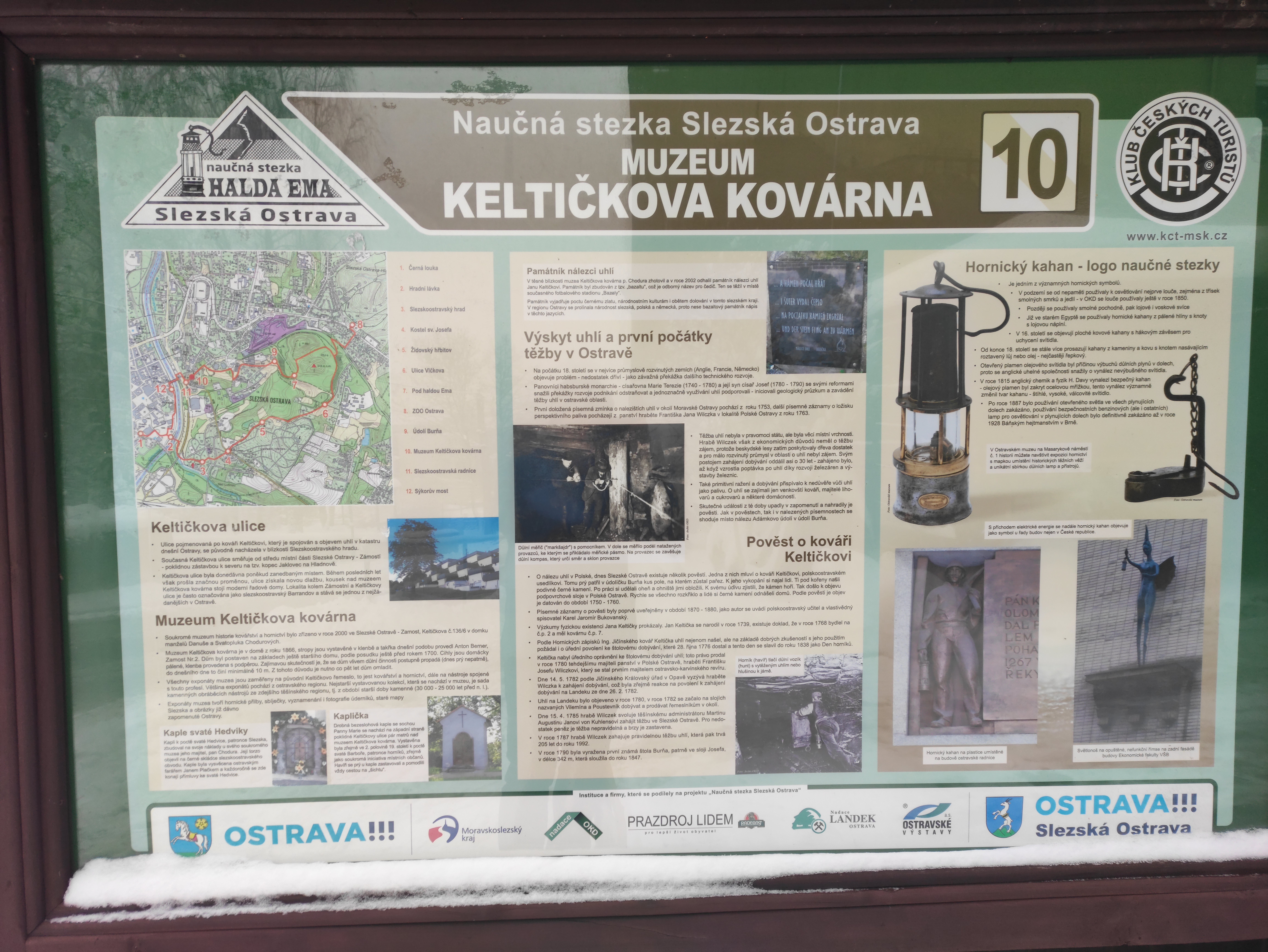
Informační panel u muzea